# Persicaria peruviana
Persicaria peruviana är en slideväxtart som först beskrevs av Meissn. och Dc., och fick sitt nu gällande namn av Sojak. Persicaria peruviana ingår i släktet pilörter, och familjen slideväxter. Inga underarter finns listade i Catalogue of Life.